# Драги Арсов
Драги Арсов (на македонска литературна норма: Драги Арсов) е политик от Северна Македония от ВМРО-ДПМНЕ, подпредседател на първото Събрание на Република Македония през 1991 г.

## Биография
Роден е през 1937 година в Кочани. Завършва Факултет за политически науки. Драги Арсов е един от ранните членове на ВМРО-ДПМНЕ, депутат в първото Събрание на Република Македония през 1991 – 1994 година. Подпредседател на Събранието от 25 януари до 5 декември 1991 г., когато подава оставка в знак на солидарност с партията и с Любчо Георгиевски.
От 1998 до 2002 г. е заместник-министър на информацията в правителството на Любчо Георгиевски.